# Tallán
El nombre de tallán o tallanca (denominación originaria de taclla, una herramienta agrícola) se usa para denominar a un conglomerado de etnias con un origen común que se asentaron en la época prehispánica en la costa actual del departamento de Piura en el norte del actual Perú. Debido a su posible parentesco, mucho consideran a los tumpis, que se asentaron en el actual departamento de Tumbes, como una de estas etnias.
Los tallanes estaban organizados en parcialidades, en la que todos sus miembros se dedicaban a una misma y única actividad, principalmente la agricultura y la pesca. Luego mediante trueque con las parcialidades vecinas obtenían lo necesario para vivir.
Esta necesidad de otros para subsistir permitió primero a los chimúes y luego a los incas imponer su dominio sobre ellos. Aunque debido al poco tiempo transcurrido entre la conquista quechua (c. 1470) y la llegada de los españoles (1532) no llegaron a ser quechuaisados completamente, lo que nos permite conocer con mucho detalle cual era su modo de vida.

## Área de extensión
El área comprendió los actuales departamentos de Piura y Tumbes. Richard Spruce dio como límite sur a Mórrope y Eten; Hans Horkheimer ubica a los tallanes entre Piura y Tumbes, mientras que John Rowe los prolonga hasta Motupe. Dentro de diferentes autores, se define a los tallanes como una cultura que floreció en el bajo Piura, después debió extenderse por el norte hasta Tumbes y el sur ecuatoriano; por el sur hasta Mórrope y Olmos y desde el litoral veinte leguas hacia el interior hasta lindar con los ayahuacas y huancapampas. Su territorio comprendía: Colán, Tumpiz, Poechos, Sechura, Narihualá y Catacaos. Los diferentes grupos aparecen en distintas épocas lo que hace difícil precisar cuál pudo ser su época de formación. Sin embargo, la mayoría de investigaciones sitúan su aparición alrededor del 500 d. C.

## Etimología
Según Jacobo Cruz Villegas, la palabra tallán o tacllán estaría ligada a la destreza y habilidad en el manejo de la taclla o talla simplemente, herramienta de labranza con estribo para hundirla con el pie. La palabra taclla estaría empleada entonces para denominar el instrumento agrícola (cf. la chaquitaclla)
En el idioma quechua, hay dos voces que pueden servir para explicar el significado de la voz tallán. Una es tallapona, que procede de las voces quechuas talla y puna, que unidos significan 'cordilleranos echados de barriga' y la otra es thalana que significa 'lugar donde se yace de pecho'.[cita requerida]

## Origen
El cronista Cabello Valboa afirma que la gente de Tumbes, Poechos, Catacaos, Tangarará, Olmos y los de Piura, porcederían de las regiones andinas.

[…] y por aquella parte ya estavan pobladas de gentes bajadas de la sierra y los mismos se puede decir de todo el valle de pohechos y ribera del río luchira, los demas valles de Catacaos, Tangarara y Piura, ansi mesmo fueron propagados de gentes serranas (como ellos mismos lo confiesan) los de Olmos (aunque en su lenguaje y estilo de vida, han sido y son muy diferentes de sus vecinos y comarca) tambien ser precedidos de la serranía de donde descienden las demás gentes tallanes.
Cabello de Valboa. Edición 1951. Cap. XVII

El investigador Juan José Vega (1988) menciona:

Los tallanes tienen una procedencia andina. Esta migración se habría producido por la presencia de guerras andinas con otros asentamientos humanos en su región de origen, es decir en la parte andina, como los grupos humanos como los Bracamoros o los Huayucuntus
p. 288

Es quizá la presencia de avanzadas huaris en la serranía de Piura a final del Intermedio Temprano las que obligan a los ancestros tallanes a migrar a la costa en busca de paz y bienestar. Las luchas de conquista y colonización obligaron al desplazamiento voluntario e involuntario de grupos humanos serranos locales a la costa, quienes huyendo de sus tierras invadidas llegaron a la costa en busca de nuevas y mejores condiciones de vida. Trajeron su lengua y la adaptaron con el tiempo a las nuevas condiciones biogeográficas, económicas y culturales del nuevo medio.
La arqueóloga Josefina Ramos de Cox menciona que la cultura tallana nació de la selva, cruzó la sierra y fructificó junto al mar, al igual que el historiador José Antonio del Busto agrega que los tallanes provienen de la Amazonía:

[…] trajeron consigo la figura titular del mono de cola prensil y también muchos trozos de madera cervículas, muy pequeños, que acaso los tuvieron por sagrados y por tanto fueron usados como amuletos.
Ramos Cox

Tales hombres pasaron en la serranía de Ayabaca y Huacabamba, dnde parecen haber cobrado fuerzas durante un largo tiempo, prosiguiendo seguidamente hasta la misma orilla del mar. Entonces fue que empezaron a extenderse, llegando hasta el río Tumbes por el norte y al desierto de Olmos por el sur.
Del Busto

La evidencias arqueológicas sugieren que Piura fue un área transicional donde confluyen tradiciones tanto del norte como del sur, pero también donde terminan unas y comienzan otras: hay una continuidad sociopolítica desde hace varios milenios.
Julio C. Tello se inclinó por el autoctonismo de la cultura peruana, sin entrar en mayores detalles de la zona piurana. Para él, el origen de la misma inició en el oriente y tras oleadas migratorias llegó a la sierra y costa. Las poblaciones de Poechos, Chira y Tangarará habrían sido serranas, según se ve por propia declaración. Esto probaría la teoría de Tello en cuanto al origen de la cultura. Sin embargo, la mayoría de los estudiosos siguen inclinándose por el origen externo de la cultura.
Un criterio más racional, lleva a suponer que los Tallanes resultan de la fusión de gentes procedentes de la sierra (ecuatoriana también), con otros grupos que arribaron por el mar procedentes de la desembocadura de los ríos Zarumilla, Tumbes, Chira y Piura y de las quebradas Máncora, Sícchez, Honda y Pariñas, en la provincia de Talara; a los que hay que agregar gentes provenientes de las regiones sureñas del Perú. Estos grupos étnicos se habrían fusionado para dar origen a los Tallanes asentándose en la costa norte del Perú, conformando curacazgos como el caso de los Sechura, a quienes se les vincula como descendientes de los mochicas. Las evidencias idiomáticas reflejan un parentesco con este grupo yunga del Intermedio Temprano.

## La nación tallana
Es difícil etiquetar a los tallanes como una nación o un señorío pues, diversos autores proponen diferentes clasificaciones para su organización social. Los tallanes constituyeron un conglomerado de etnias; los diversos grupos que lo compusieron fueron apareciendo en periodos distintos de tiempo, procedentes de la sierra peruana, la selva y de gentes provenientes por mar. Este largo abarcó desde el 100 a. C. hasta el 700 d. C. Las etnias se fueron desarrollando por separado, aunque convivieron como vecinos ayudándose entre sí por relaciones de diverso tipo: trueque, o de ayuda mutua. Los tallanes nacen como «nación» en el siglo VI d. C. y logran su desarrollo entre los años 700 o 900 d. C.; su época de esplendor abarca entre el 1100 d. C. y 1500 d. C. 
Según Juan José Vega (1988), los tallanes conformaron una nación, pero no un Estado, porque en el territorio que ocuparon, coexistieron varios curacazgos locales, independientes e interdependientes. Pese a su identificación nacional, los tallanes no alcanzaron a formar una entidad regional, ya que jamás reconocieron un único gran señor.
Para Oswaldo Fernández (1989), Tallán fue un señorío que estuvo conformado por diversos grupos étnicos con dialectos y costumbres propias dedicadas a una actividad laboral especializada e integrada a una estructura jerárquica de poder.
Esta estratificación social fue instituida por un sistema de linajes y prerrogativas hereditarias quienes tuvieron como una de las sedes de gobierno a Narihualá, un importante centro administrativo y político alrededor del cual se ubicaron poblaciones satélites (Cucungará, Shaz, Paredones y Simache).
Lo que sí es seguro, según documentos coloniales, es que la sociedad tallana estuvo compuesta por una serie de jerarquías políticas y sociales, las que fueron fragmentadas por la penetración inca en 1470 y después por los españoles en 1532. Dentro de esta jerarquía, estaban ubicados los curacas o cacique principal, entre otros funcionarios. Todo parece indicar que se trataron de señoríos o curacazgos independientes pero confederados e razón de las relaciones comerciales y el parentesco común de origen de algunas etnias, además de compartir recursos y medios naturales. Socialmente todas tenían una función que realizar. Parece que cada grupo social mantenía una especialización, un espacio socioeconómico y una tradición idiomática, propia de su condición social. Ello podría explicar la cantidad de dialectos dentro de la lengua Tallán.
Dentro de este contexto, es necesario mencionar los estudios de Josefina Ramos de Cox, donde menciona a tres señoríos principales para la zona del Bajo Piura:
- Catacaos: fue un señorío prehispánico hasta el siglo XVI. Su centro urbano estuvo instalado en tierras de Manica y Yupita, en el Bajo Piura. A partir del siglo XVI, la población fue trasladada a la reducción indígena de Catacaos. El centro urbano prehispánico estuvo conformado por varios edificios apreciándose algunos de estos, reocupación antigua desde por los menos 3 mil años atrás. La presencia de templos-observatorios tempranos fortalecerían el planteamiento del sitio, asentarían el control de la represa o Tacalá y el incremento del desarrollo artesanal: metalurgia, cerámica, etc.

- Narigualá / Narihualá: Su complejo urbano estuvo ubicado a 6 km de la Reducción de Catacaos. La huaca está construida de adobitos y la mayor asociación de cerámica paleteada.

- Nunura: Ubicado en la punta Nunura hasta el siglo XVI, fue trasladado a la Reducción Indígena de Sechura en 1572. Su población continuó dedicándose a dos actividades básicas: agricultura —en la parte baja del río Piura— y a la obtención de recursos marinos —en la parte de la costa— donde recolectaban mariscos y pescaban. Siguieron el valle por tierra desplazándose a otros puntos de la costa mediante la navegación por balsa. La tradición da énfasis al significado cultural de las lagunas Ñapique y Letira y al sitio Tortugas, relacionándolos con los otros señoríos colindantes.

### Influencia foránea
El arqueólogo alemán Hans Horkheimer (1940), al ser profesor en la Universidad Nacional de Trujillo, afirmaba que “los Tallanes fueron, en cierto modo, reacios a aceptar cambios, porque la influencia de los mochicas y chimúes, no logró hacer cambiar sus modos de vida de lo tallanes, y más tarde la influencia de los Incas tampoco logró este objetivo".
De acuerdo a las investigaciones arqueológicas, parece los mochicas influenciaron tan sólo en el arte de la cerámica y en el sistema hidráulico.
Los Tallanes siempre mantuvieron su independencia política, posteriormente aceptaron ser confederados de los Incas, pero bajo condiciones bastante claras y no en condiciones de sometimiento político-cultural.
- Época chimú: El pueblo chimú aparece entre 1100 d. C. y 1200 d. C., generando una ampliación territorial, donde en el año 1375 derrotan a los curacazgos de Lambayeque, continuando su marcha hacia el norte. La situación de los Tallanes ocasionó una conquista inevitable, debido a que no poseían un ejército, así que optaron por pactar y someterse a los Chimú, con el tributo correspondiente y el libre comercio, para que los tallanes conservaran su autonomía. Los caciques continuaron gobernando sus pequeños territorios y la vida se mantuvo igual. Este dominio perduró hasta 1470, año en que los Incas logan imponer su administración.

- Época inca: Los incas al mando de Túpac Inca Yupanqui confederaron a las colectividades tallanes a nivel tributario en la fase inicial. En las colcas incas se han encontrado volúmenes considerables de especies disecadas como lagartijas secas, mariscos, pescado salado, y sobre todo el tollo seco, productos que los tallanes tributaban a la administración cusqueña.

Alrededor de 1510, los tallanes se rebelaron contra las autoridades incaicas:
El padre Bernabé Cobo señala que «en algún lugar de la desembocadura del río Chira, hacia el lado de Paita, fue cuando el Inca hizo ejecutar a cerca de cinco mil lugareños, arrancándoles sus corazones y sembrándolos, para dejar en ese litoral el recuerdo memorable que contuviese cualquier alzamiento», y quizá surgió por aquellos días la norma que impedía a los Tallanes el uso de armas de guerra.
Antonio Vázquez de Espinoza escribe que «el Inca Huayna Cápac, luego de apaciguar las protestas de los indígenas, los sometió bajo sus control». 
Los incas tuvieron un control férreo sobre los tallanes, tanto así que cuando en 1532 los españoles se hicieron presentes, un curaca tallán se quejaba de que «por apoyar al bando de Huáscar, las huestes de Atawallpa habían matado mucha gente: que de diez mil o doce mil indios que tenía, sólo les dejó vivo cerca de tres mil».

## Organización sociopolítica
Los tallanes no pudieron formar una unidad regional. Dentro de su parámetro de gobierno político-militar, tenía autoridades responsables de la dirección y organización de los dominios en dichas tierras. Dieron lugar a una política de gobierno que privilegia a los herederos de línea para ocupar el curacazgo vacante de los valles de la costa y poblaciones aledañas. 
Existió una organización social diferenciada en dos sectores formados por la élite curacal:
- El aristocrático o élite curacal: curacas y principales de la línea de jerarquía.

- El plebeyo o clase dominada: conformada por el pueblo, organizada en torno a una especialización socioeconómica productiva (comerciantes, agricultores, pescadores, alfareros, tejedores, etc), todos ellos reunidos en parcialidades.

En una publicación, el cronista Pedro Cieza de León y el historiador Domínguez manifiestan sobre el estatus sociopolítico lo siguiente:
El curaca primario del área como jefe de la organización sociopolítica fue respetado, seguido y temido por la gente común por sus servicio y gobierno. Su estatus popular fue exceptuado por el trabajo y le gustaban las condiciones bastante enormes, vivían con enorme pompa y solemnidad. «Los viejos caballeros eran muy temidos y seguidos por sus súbditos…y servían con enormes ceremonias...» (Cieza, 1984, pp.186).
Bajo su liderazgo, sacerdotes, nativos y guerreros organizaban la agricultura, la pesca y la producción comercial en el área. El cargo por cacique era hereditario de padres a hijos y de esta manera sucesivamente. El valle donde ejercieron su autoridad tomó su nombre, por ejemplo, Lachira en el Valle del Chira, Almotaxe en el valle de Amotape; Pabor, Pohechos, entre otros. (Domínguez 2004, pp.98).
Persistía hace poco la creencia generalizada de haber existido un gobierno matriarcal, pero estudios actuales vienen demostrando que fue un error suponer tal organización, ya que el gobierno fue patriarcal y hereditario, salvo cuando el hijo mayor no era varón, en ese caso el poder lo heredaban las mujeres.

## Organización económica

### Agricultura
Lograron producir el maíz como principal producto de la dieta alimenticia, complementada con frejoles, zapallos, habas, además de árboles frutales como la guayaba, la lúcuma, el pepino y la palta de diversas variedades. Francisco de Jerez señala «[…] cogen mucho maíz y otras semillas y raíces que comen, en esta tierra llueve poco».
Otro cultivo importante fue el algodón, producto base de su industria manufacturera que les proveía de telas para el abrigo.

#### La ingeniería hidráulica
Ubicados en la parte noroccidental del Perú y sur del Ecuador, los tallanes se enfrentaron a una cruda topografía, en cierto modo desértica. No obstante, lograron resolver estas dificultades, conociendo las técnicas hidráulicas para dominar el desierto y la escasa tierra para cultivo, lo cual reeditaba un excedente de producción que se comercializaba con los pueblos vecinos. Dentro de la tecnología agrícola destacaron la construcción de canales de riego —cuyas evidencias perduran hasta hoy—, que están a lo largo de los ríos Tumbes, Chira, Piura y se prolongan a los campos de cultivo para conducir el líquido elemento e irrigar la tierra. Estos canales de riego, fueron construidos a tajo abierto a modo de zanjas que sirvieron para que el agua recorriera del río hasta las chacras de los tallanes. También, estos canales de riego eran motivo de mantenimiento y anualmente se veían en la obligación de reparar y poner en buen funcionamiento. Según el cronista Miguel de Estete «[…] riegan la tierra con ellos y hay grandes llanuras y arboledas y frutales de diversas maneras, dan fruto dos veces al año, porque el sol es siempre de una manera y el agua por el pie nunca falta, la tierra nunca cansa de producir».
El historiador Domínguez (2004) dice:

La Nación Tallán supo trabajar las tierras desiertas a pesar del escaso recurso hídrico, usando las aguas con responsabilidad, según consta en la siguiente apreciación: Las tierras Tallán se forjaron bajo la influencia de dos ríos de conducta contradictoria. El Lengash (Piura) de abundante y furiosas aguas durante el verano y casi débil durante el invierno, regaba temporalmente los suelos de los valles de Catacaos y Sechura. El Zuricarami (La Chira) de caudal permanente bañaba las amplias pampas de Amotape y Colán, y en sus temporadas de aguas osadas de elevados crecientes cubrían con valentía sobre las vegas de Querocotillo, Marcavelica y Tangarará. El desafío de la pachamama inducia al esmero de los hombres tallanes en construir canales y acueductos, primero en las márgenes del Río Chira, para después ampliarlas hasta el valle de Catacaos.
p. 298

En los valles, llegaron a utilizar instrumentos como la chahuana, lampa y huapalá que fueron herramientas elaboradas e ideadas por los tallanes de épocas más tempranas.

### Pesca
Los tallanes lograron aprovechar los recursos del mar y los ríos, como sus peces y otros productos marinos, que los procesaban deshidratándolos, preservando por mucho tiempo el pescado salado, producto muy importante que les permitió desarrollar la actividad del comercio con otras culturas. Los peces característicos de la región fueron, la caballa, la trucha, el bagre, entre otros. Otro recurso hidrobiológico muy importante fue el tollo, que se cosechaba y secaba, y sirvió para comercializar con otras culturas coetáneas de la región. En el incanato, los tallanes pagaban su tributación con este producto.

#### Navegación
En la pesca, llegaron a utilizar las redes y pequeñas balsas, que eran apropiadas para realizar esta actividad, además del intercambio de productos con otras regiones.
Al referirse a estas balsas, Vega (1988) dice:

Eran enormes; a vela grande podían llevar hasta sesenta personas con sus cargas. Cuando los españoles vieron una por primera vez, todavía bien de lejos, creyeron que se trataba de una carabela turca o portuguesa, de enemigos de España”; según variados testimonios, como el de Agustín de Zárate, que las vio navegar, “caben cincuenta hombres y tres caballos.
Libro I, Capítulo 6 de su Relación del Descubrimiento y Conquista del Perú (p. 07).

### Ganadería
Esta actividad, en casi todas las culturas del mundo ha sido la actividad complementaria a la agricultura. En el caso de los tallanes, también desempeñó un papel fundamental y logró desarrollar a que los tallanes contaran con  auquénidos como la llama, animal propio de los Andes y una vez domesticado, brindó grandes satisfacciones a la población, proporcionando su capacidad de llevar una carga considerable y por largas distancias, también su carne se aprovechaba en la alimentación, principalmente en charqui, es decir carne deshidratada o carne seca. 

## Manifestaciones culturales

### Cerámica
La cerámica tallana propiamente dicha se inicia con la fase denominada Piura, la cual se da finalizada la “fase E de Sechura”, hacia el 600 d. C. aproximadamente. Se conoce como el periodo de transición entre la cerámica vicús y la naciente tallana, esto lo indica la presencia de algunos cerámicos Piura costeros y un típico color negro. Luego de ser dominados por los Chimú, la cerámica compartirá las formas e iconografía propias de la costa norte, pero mantendrá algunos elementos locales, como por ejemplo el de moldear vasijas con paletas, y el teñido con humo. Federico Kaufmann Doig (1987) destacó rasgos de la cultura Lambayeque vinculado con los moches en la cerámica tallana. La investigación realizada estuvo centrada en confirmar el origen de su cerámica, los estilos de cerámicas funerarias. 
El investigador Domínguez Morante, establece tres características en la cerámica tallana:
- Presencia de vasijas de carácter ceremonial, cuya manufactura es bastante fina y de un acabado pulcro, manifestado en los cuellos de botella, que presenta un color gris y negro brilloso, producto de la técnica del bruñido con un objeto lustroso.  Figuras escultóricas y estilizadas con motivos representativos de la sociedad, flora y fauna.

- Cerámica de cuellos con dos variantes (combado o carenado) y en el que va representado la cabeza de un ave.

- Presencia de iconografía en bajo relieve en la parte del asa puente próximo al cuello. Estos rasgos de incisión son de forma horizontal y vertical con presencia de círculos y otras figuras geométricas que van en bajo relieve, producto de la técnica de incisión.

Un rasgo característico en esta cerámica como motivo zoomorfo escultórico es el perro viringo o «perro calato», representado en varias poses. Esto constituye un elemento importante de su cosmogonía.
Entre los tallanes, los que más destacaron en la producción de la cerámica son los de Simbilá, expertos en la técnica del paleteado y grabados en alto y bajo relieve, decoraciones que dan un toque de originalidad a la cultura tallán.
La cerámica en la parte del Chira tuvo las siguientes características:
- Vasijas paleteadas: unas con asas y otras sin ellas.
- Garrafas: con cuellos cónicos.
- Aribaloides: cerámica del periodo de influencia Inca, estuvo además representada por vasijas con pedestal con asa única en forma de lazo horizontal. (Seminario 1994 “Historia de Sullana”).

### Arquitectura
Las viviendas de los tallanes, tales como las encontraron los españoles, eran «chozas de paredes de carrizo, cubiertas con pasta de barro. Se disponía de una gran habitación con una abertura en la parte de adelante y otra en la parte de atrás, que comunicaba con un recinto cerrado y sin techo como corral».
Según Aparicio (2014) sobre la arquitectura tallán, dice: 

Que sobre la arquitectura hay que guardar muchas reservas a pesar de que Tumbes era una gran ciudad de murallas y torreones almenados, templos del Sol y Acllahuasi, Palacio de Curaca y una hermosa fortaleza (que fue admirada por soldados españoles), también plazas, alamedas con aves multicolores; esta reserva obedece a que igual que en Poechos, Caxas y Huancabamba, los edificios fueron en gran parte construidos por los Incas. Otros centros urbanos parecen haberlo sido como Chusis, Chulucanas y Aypate, este último en la sierra.
pp.168–169

Velezmoro (2004) señala:

La cultura Tallán se consolida en el Intermedio Tardío, desde ese entonces las construcciones se venían realizando sin tregua alguna, lo que evidencia una larga tradición de la arquitectura Tallán. Los arquitectos de Tallán, acostumbraban usar en su mayor parte adobes de las medidas de 30 x 25 cm.
p. 47

Los tipos de construcciones tallanes son:
- Arquitectura monumental: 
  - Constituido por los templos o huacas, residencias curacales y edificios para las autoridades que ejercían gobierno.
  - Vivían en espléndidos palacetes o viviendas hechas de adobe compuestas por varios ambientes, y otro sector de terrazas con portales cubiertos con esteras.
  - Generalmente, junto al palacio se construía una gran plaza.
  - En lugar de escaleras poseían rampas de acceso y los techos eran de paja.
  - Los complejos habitacionales presentan salas de audiencia, salas de depósito de víveres, cocina y espacios de esparcimiento.
  - Las construcciones con fines rituales comprendían recintos como terrazas o plataformas construidos con mucha belleza y con una arquitectura relevante para su tiempo.
  - Estaban cercados con murallas bastante anchas, los mismos que eran utilizados como pasajes destinados a la comunicación en tiempos de paz, pero en guerra fueron tomados como cercos de defensa.
  - Estas paredes estaban perfectamente incluidos con arcilla fina, muchas veces de color gris blanquecina.
  - Los conjuntos de recintos estaban intercomunicados por pasajes bien enlucidos con arcilla muy fina.

- Arquitectura popular:
  - Construcciones de la población tallán, se caracterizaban por presentar núcleos de vivienda del bajo pueblo, es decir, de la gente menos poseída.
  - Viviendas bastante rústicas en su construcción, ya que eran edificadas con piedra sin labrar y juntando argamasa de arcilla, utilizaron troncos de algarrobo y/o huarango, para sostener el techo, que los cubrían con hojas de totora y arcilla.
  - Construcciones frágiles que no resistieron el paso del tiempo.
  - No guardaban un orden urbanístico, estaban ubicados de manera arbitraria sin orden establecidos, no tenían calles sino pequeños callejones cerca de templos y recintos suntuosos de curacas
  - Para protegerse del calor, las casas tenían grandes espacios abiertos para permitir su ventilación.
  - Habían viviendas populares alejadas de estos grupos nucleares, las mismas que se levantaban cerca de los campos de cultivo.

### Vestimenta
Consistía en camisetas y mantas de algodón, alrededor de la cabeza usaban un rebozo que les daba vueltas por la barba, comparable en algunas representaciones de cerámica halladas en Chalacalá. Las mujeres, en algunos lados, usaban vestidos de algodón muy vistosos según William Prescott. Otros cronistas las describen con capuces, vestidos que les llegaba hasta los pies. Cabello de Valboa agrega que «les gustaba matizar la ropa con colores vivos por ser más llamativos».
Otra descripción agrega:

en Piura los Tallanes andaban arrebozados con una tocas de muchas vueltas a la cabeza, cuyos cabos o puntas caían sobre el rostro a modo de largas patillas. Esta costumbre original que les daba aspecto raro, hacía decir, probablemente por burla, que ocultaban un apéndice saliente como un dedo tras el cogote, aunque en realidad dichas tocas fueron un preservativo para los ojos, expuestos a muchas enfermedades en estos climas ardientes, donde el sol reverbera con fuerza extraordinaria sobre dilatados campos de arena.
Cabero, 1906, El corregimiento de Saña y el problema histórico de la fundación de Trujillo.

## Ciudades

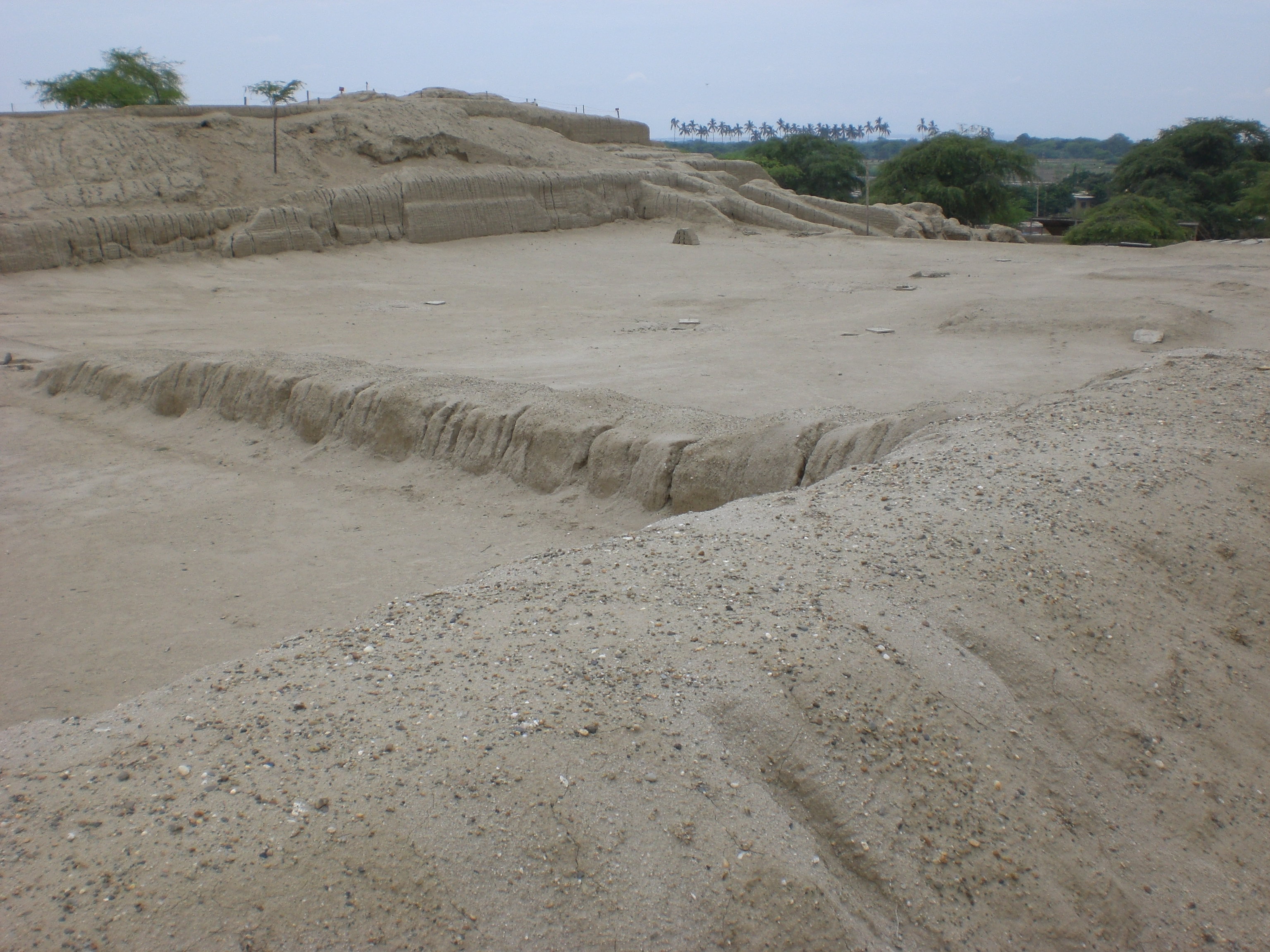
Templo Narihualá.

- Narihualá (6 km al sur de Piura) es considerada como la capital de la nación Tallán y es la más importante evidencia arquitectónica de un gran monumento, tanto por su tamaño como por sus prominentes plataformas piramidales. El templo Narihualá fue construido como un santuario en honor al dios tallán Walac, como la ciudad estado de la antigua Narihualá. En la actualidad, sobre este sitio arqueológico se erige una capilla (desde 1913) y un cementerio (desde 1925).

- Poechos, ubicada a orillas del río Chira, fue descrita por Francisco de Jerez como «una grande y hermosa ciudad».[1] Según diversos cronistas contaba con una fortaleza. Sin embargo, investigadores opinan que Poechos fue la capital de una gobernación político-militar que los Incas fundaron al conquistar la región tallana para poder vigilar Tumbes y la costa de Piura.

- Huaca El Loro, cerca de Chiclayo en Perú, es un sitio arqueológico sicán donde se encontró una momia de mil años de edad presumiblemente tallana.[2]

## Idioma
De la lengua tallán se sabe muy poco, pero el mejor testimonio se encuentra en los cientos de topónimos de la geografía piurana, incluyendo nombres como Poechos, Catacaos, Paita, Lachira, entre otros. Según testimonios escritos sobre la lengua de los Tallanes, podemos diferenciar la autonomía que estos tuvieron, pues no adoptaron idiomas como el Muchick, y a pesar de la posterior conquista por los Incas, el quechua no llegó a sustituir su lengua natal.

### ¿La lengua de los tallanes no era lasec?
En su segundo viaje de exploración, Almagro tomó dos jóvenes, Martinillo y Tomasillo, como intérpretes. Así también Pizarro, en tierras de la Capullana, «rogó a los principales que allí estaban que les diese cada uno de ellos un muchacho para que aprendiesen la lengua y supiesen hablar para cuando volviesen», relata Cieza de León.
Dirá luego el cronista Cabello Valboa (1586) que «aprendieron muy bien la lengua castellana y servían de intérpretes en este viaje: por declaración de estos, iban entendiendo la majestad de la tierra, donde estaban: y comenzaron a hallar unas naciones, llamadas tallanas, que los recibieron pacíficamente: y les dieron lo necesario para su camino».
En efecto, el plural parece indicar que se tratara de grupos étnicos diferentes, y de hecho Salinas de Loyola (1570) habla para la región de los valles de su gobernación de tres naciones con diferente lengua y costumbres, aunque la lengua tallán o tallana era la que hablaban los de Catacaos, muy similar a la de San Lucas de Colán, la misma que, ya en su declive, recogerá el obispo Martínez Compañón en su Tabla de 40 vocablos (1783).
El padre Calancha (1638) fue el único en hablar de la lengua sec, que posiblemente fuera la de Sechura, también registrada por el obispo Navarro y que presenta un vocabulario muy diferente. Calancha habla de otra lengua en Olmos, pero no menciona en ningún caso a los tallanes.
Esto llevó al error a muchos, como Carlos Robles Rázuri, Reynaldo Moya o Juan Albán Ramos, quienes pensaron que el sec era la lengua de todos los tallanes. Esta falsa idea de que el sec era el tallán o sus dialectos la tomaron otros como Pina Zúñiga de Riofrío y se sigue repitiendo en algunos colegios. En realidad, los sechuras hablaban una lengua distinta que sí podría llamarse Sec.
La que se hablaba en los valles de Piura y del Chira era la lengua tallana. Pero, el mercedario autor de la Crónica moralizada (Barcelona, 1638), no pretende abarcar toda la geografía del Perú, sino que alude las dos lenguas que se hablaban en el tiempo del gran Chimú o Chimo, y menciona junto al quingnam y el mochica las dos lenguas que había más allá, hacia el norte mirando desde el valle de Saña, donde el buen fraile escribía las últimas páginas de su obra, que quedaría inacabada.
Tampoco es del todo cierto lo que dice Reynaldo Moya respecto a que mostraron «su carácter independiente», por la misma razón que «no adoptaron el idioma mochica ni el quechua de los incas cuando fueron conquistados», pues la crónica temprana de Agustín de Zárate señala que los principales y gente noble hablaban también el quechua, lengua que ya antes de la reciente llegada de los incas se había extendido con el comercio a tierras lejanas del Ecuador. De otro modo, los tallanes no hubieran servido de intérpretes. Y el mochica se habló en el alto Piura, al menos hay varios topónimos (p. ej., Morropón, Ñañañique) que lo señalan.
El error procede del intelectual cusqueño Luis E. Valcárcel y su Historia del Perú Antiguo (1964), quien hizo una mala lectura de Calancha, aunque el primero que difundió ese error fue el británico Clements Markham, quien en The Incas of Peru (Londres, 1910) suponía que el sec se hablaba en toda la región en la época en que el botánico Richard Spruce (1863) sacó un pequeño vocabulario de unas 38 palabras y varias frases registradas en Sechura.

## Religión
Según los cronistas, los tallanes adoraban al Sol, a la Luna, esta última era considerada la más poderosa pues lucía tanto de día como de noche, y era la protectora de los caminantes en el desierto. También rindieron culto y veneración a sus personajes mitológicos, como:
- Hualac o Walac ('el que procede de la tierra'): dios de la agricultura y los campesino.
- Watán o Guatán: dios de los pescadores.
- Sitán: dios del remolino o la cascada de agua
- Huamancancaf: dios del guano
- Parta: dios del mundo de arriba

Se dice también que adoraron al mar, al cual lo llamaban Ni y es posible que le hayan dedicado templos como el de Avic (sur de Sechura). Además realizaban procesiones com imágenes o animales vivos, y en estas se tocaban «pututos» acompañado de gemidos o alaridos. En el libro Historia de Sullana, se menciona que su divinidad más importante debió ser un «lagarto», por abundar esta especie en el Chira, según la leyenda del «lagarto de oro». El Padre Calancha (1639) menciona dentro de sus costumbres, que «los Tallanes creían que cuando el fuego lanzaba chispas, era porque los muertos buscaban como comunicarse con ellos y estos para complacerlos, les arrojaban maíz y chica».

### El culto tallán
Veneraban a sus muertos, a los que consideraban que vivían con gran deleite en el otro mundo; de gran importancia era el entierro de un noble, motivo por el que las tumbas tallanes eran grandes bóvedas con compartimientos para los acompañantes, antes de partir al más allá.
El entierro de un noble consistía en que el individuo iba acostado en una cama de carrizo al más allá, llevándose —no sólo sus cosas más preciadas— sino también sus mujeres y su servidumbre, lógicamente después de someterse al xati que era una especie de suicidio colectivo de las «criadas y acompañantes del noble finado» para servirlo en el otro mundo. Las tumbas eran rociadas de chicha de jora. Toda esta religiosidad era conducida por los sacerdotes, que «vestían de blanco, eran diferentes a lo demás en u ropajes» y cumplían con una severa castidad aparte de que «no comían especias, sal y picantes».